# Чернишев Вадим Михайлович
Вади́м Миха́йлович Че́рнишев — майор Збройних сил України, учасник російсько-української війни.

## Нагороди
- 6 жовтня 2014 року — за особисту мужність і героїзм, виявлені у захисті державного суверенітету та територіальної цілісності України, вірність військовій присязі під час російсько-української війни, відзначений — нагороджений орденом Богдана Хмельницького III ступеня.
- Орден Данила Галицького[1]